# Mesocapromys nanus
Mesocapromys nanus (карликова хутія) — вид гризунів родини хутієвих. Вид знаходиться у критичному стані, останній раз його бачили в 1937 році, хоча є непідтверджені дані про знаходження його слідів у 1991 році. Може жити на сухих острівцях та в околицях болота Запата, провінції Сьєнега де Запата, Куба. Важкодоступність даної місцевості робить вивчення виду дуже складним.